# 奧氏伊邁長頜魚
奧氏伊邁長頜魚，為輻鰭魚綱骨舌魚目象鼻魚科的其中一種。被IUCN列為次級保育類動物，分布於非洲加彭Ivindo河流域，棲息於底層水域，具有發電器官，用來偵測獵物，體長可達27.5公分。